# Kumis
Kumis (cũng được viết là kumiss, koumiss, kumys, tiếng Kazakh: қымыз, kymyz) là một sản phẩm sữa lên men thường được làm từ sữa ngựa. Thức uống này phổ biến với những người sinh sống tại các thảo nguyên Trung Á, như những người Kazakh, người Bashkir, người Kalmyk, người Kyrgyz, người Mông Cổ, và người Yakut. Kumis cũng hiện diện tại Colombia và một số vùng khác của Mỹ Latinh, nơi nó được làm từ sữa bò.
Kumis hơn tương tự kefir. Thậm chí ở những nơi kumis phổ biến hiện nay, sữa ngựa được sử dụng rất hạn chế trong sản xuất hàng loạt. Ở sản xuất cấp độ công nghiệp, do đó, thường dùng sữa bò (giàu hơn về chất béo và protein so với sữa ngựa nhưng ít lactose hơn).
Sữa ngựa được cho vào một cái túi da, rồi treo lên bên trái của cửa ra vào lều rồi mỗi ngày đảo và đánh nhiều lần cho lên men hoặc sau khi vắt sữa ra 1/3 thùng phi rồi ủ cho sữa lên men để bảo quản tốt hơn. Sữa không quá lỏng như sữa tươi nhưng cũng không quá cô đặc và sánh giống sữa chua.
Người Mông Cổ có thói quen uống sữa ngựa, sữa dê. Sữa là thức ăn cơ bản của thảo dân Mông Cổ, thường được gọi là "thức ăn trắng". Sữa ngựa được lên men sẽ được gọi là "rượu", dùng vào mùa đông để chống rét. Sữa ngựa có thể dùng quanh năm nhưng nếu uống quá nhiều sẽ bị say như say rượu. Một con ngựa, mỗi lần vắt sữa có thể cho từ 0.5 lít đến 2 lít cho 1 lần vắt và cứ khoảng 3 giờ thì vắt một lần. Tùy theo thể trạng của từng con ngựa mà lượng sữa thu được nhiều hay ít.

## Tham khảo

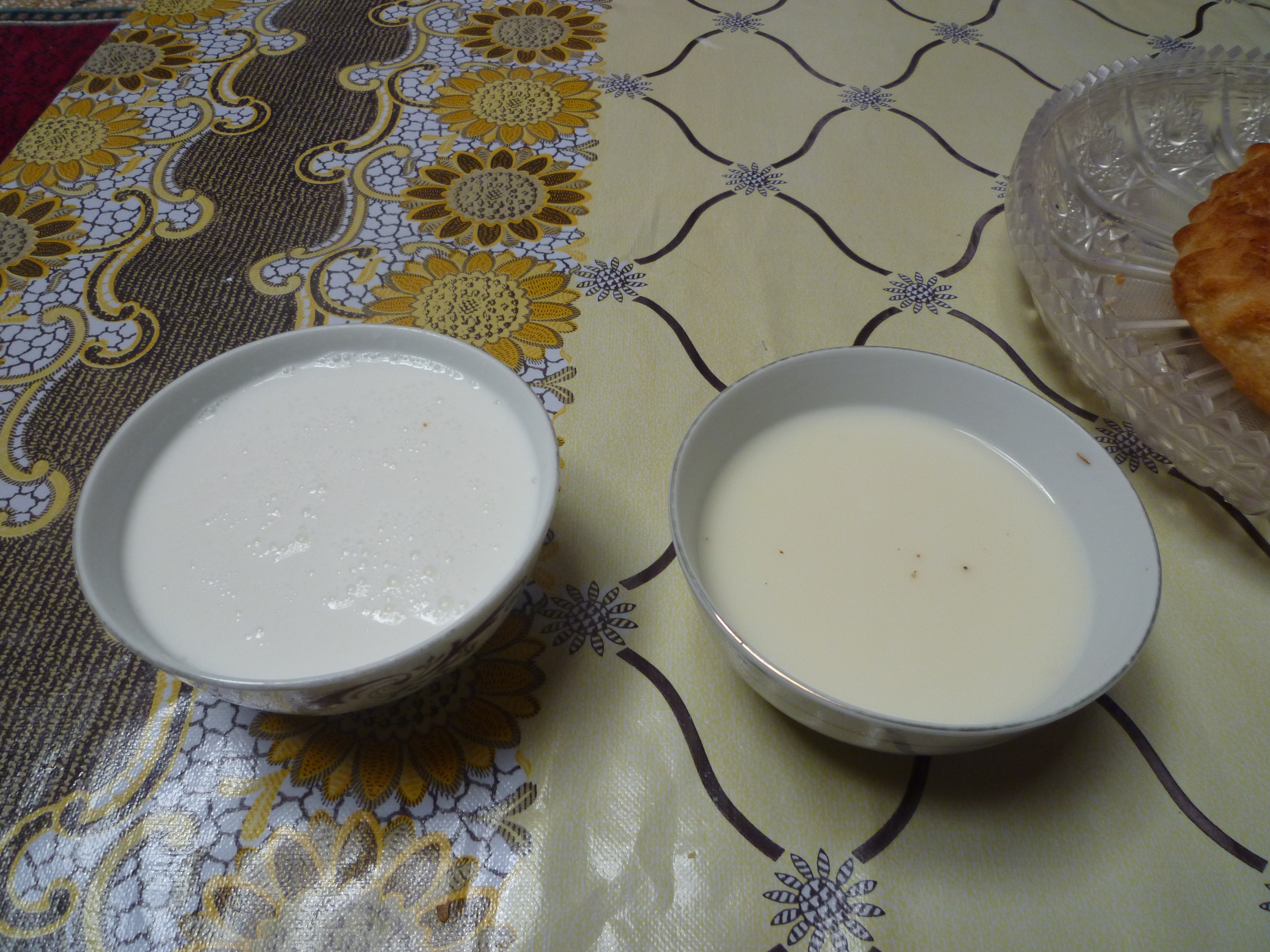
Shubat và Kumis

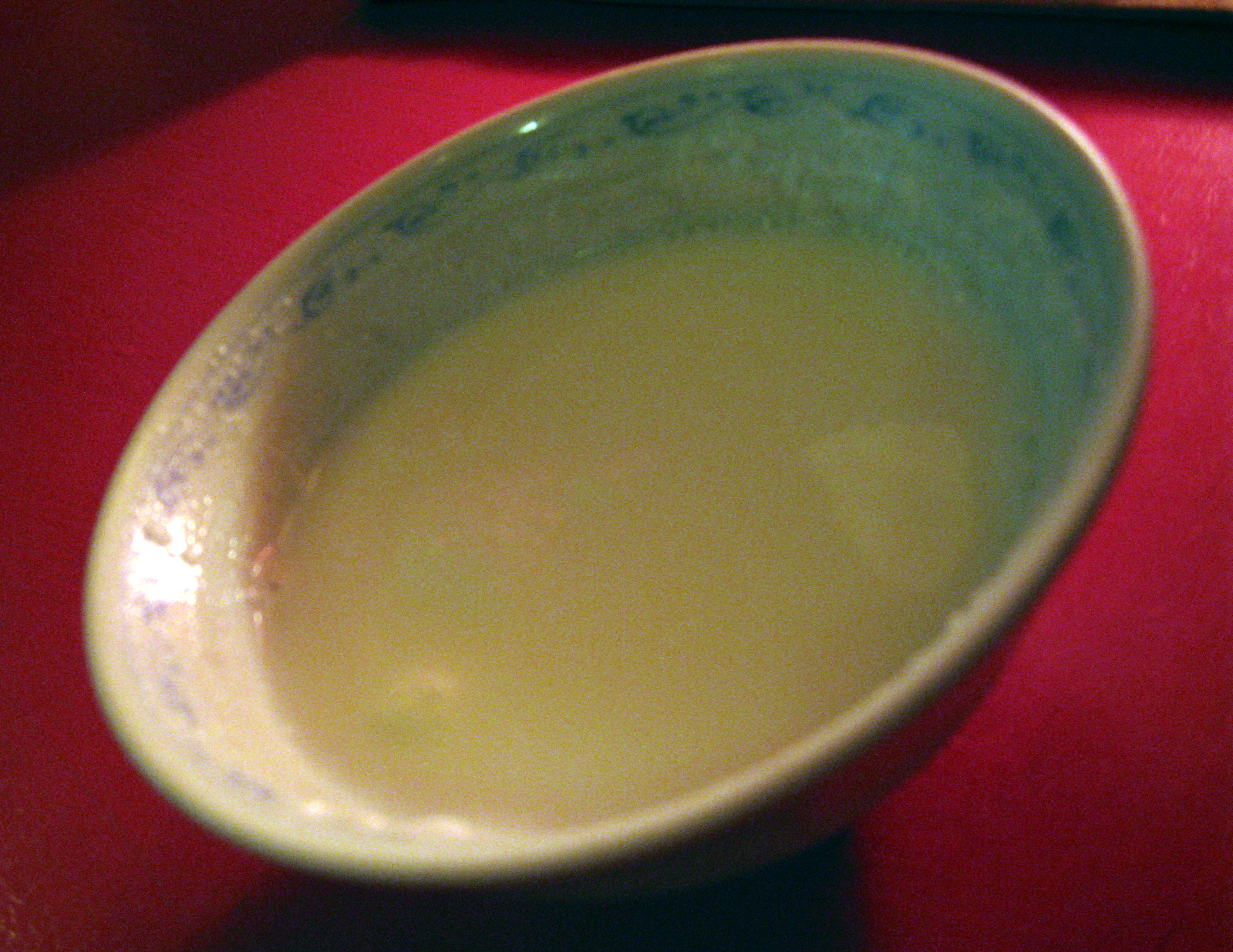
Một chén sữa chua